# Sebastián Saavedra
Sebastián Saavedra (Bogotà, 2 giugno 1990) è un pilota automobilistico colombiano.

## Carriera
Dopo aver corso, nei primi anni della carriera, in formule minori quali la Formula BMW, la Austria Formula 3 Cup, ATS Formel 3 Cup, nel 2009 e fino al 2012 approda nel campionato della formula Indy Light (ex Indy Pro Series), la serie propedeutica delle sorella maggiore IndyCar Series.
Nel 2009 col team AGR-AFS Racing arriva terzo in classifica generale della Indy Light vincendo due gare, in Texas e a Toronto.
Nel 2011 avviene il suo debutto in IndyCar Series con la Conquest Racing. I risultati non arrivano e concluderà il campionato al 25º posto.
Le scadenti prestazioni dell'anno precedente lo riportano in nl 2012 in Indy Light, questa volta con un team di prim'ordine, il team Andretti Autosport. Dopo aver corso tutte le gare in programma, vincendone una e piazzandosi a podio ben sei volte, conclude al 4º posto in classifica.
Le ottime prestazioni degli anni trascorsi in Indy Light hanno convinto nel 2013 la Dragon Racing a mettergli a disposizione una autovettura per la stagione della IndyCar Series. Corre con una vettura dalla livrea bianca e azzurra col numero 6.